# Conferencia Episcopal Argentina
La Conferencia Episcopal Argentina (CEA) es un organismo permanente de la Iglesia católica en Argentina que nuclea a los obispos católicos no retirados con cargo en ese país.
También emite opiniones como representante del clero católico a nivel nacional, sobre asuntos que por su alcance social o económico inciden en los fieles católicos de Argentina.

## Integrantes
De acuerdo a su estatuto: congrega de manera permanente a los Obispos de la República Argentina que, en comunión con el Romano Pontífice, ejercen conjuntamente algunas funciones pastorales al servicio del pueblo de Dios. 
Integran la CEA:
- Los arzobispos y obispos diocesanos y quienes se les equiparan en derecho, aunque no sean obispos;
- Los obispos coadjutores;
- Los obispos auxiliares;
- Los obispos de las Iglesias orientales católicas con sede en Argentina;
- Los obispos titulares sin gobierno de diócesis que por designación de la Santa Sede o por elección de la CEA tienen un oficio eclesiástico en Argentina.

## Constitución
La Conferencia Episcopal Argentina está constituida por los siguientes organismos: 
- Asamblea Plenaria:

Es el organismo principal de la CEA y la integran todos sus miembros, con dos reuniones ordinarias al año. Con solo voz y sin voto pueden participar de la Asamblea Plenaria el nuncio apostólico en Argentina, los obispos eméritos y los obispos titulares residentes en Argentina que no tengan un oficio eclesiástico, así como también los obispos electos y los ordenados aunque no hayan tomado posesión de su oficio.
- Comisión Ejecutiva:

Ejerce la conducción ordinaria de la CEA y determina el orden del día de las reuniones de la Comisión Permanente. La integran un presidente, dos vicepresidentes (1° y 2°) y un secretario general, quienes ejercen por un período de tres años con posibilidad de una reelección.
- Comisión Permanente:

Se reúne al menos tres veces al año y está integrada por los miembros de la Comisión Ejecutiva, los cardenales que son obispos diocesanos, el arzobispo de Buenos Aires, los presidentes de las Comisiones Episcopales de la CEA designadas en su reglamento (diez), un obispo diocesano elegido por cada una de las regiones pastorales (regiones: Buenos Aires, Platense, Litoral, Noreste, Noroeste, Centro, Nuevo Cuyo, Patagonia) que no sea miembro de la Comisión permanente por otro título y el presidente del Consejo de Asuntos Económicos.
- Secretariado General:

Cumple tareas de coordinación, comunicación e información. Lo integran un Secretario General del Episcopado (miembro de la Comisión Ejecutiva y de la Comisión Permanente) y un Subsecretario Ejecutivo. Está compuesto por la oficina general, la tesorería, la oficina de prensa, la Oficina del Libro y la oficina de informática.
Otros organismos específicos de la CEA son las Comisiones Episcopales (21 en julio de 2013) compuestas por un presidente, un secretario ejecutivo y una serie de miembros designados por tres años. Existen también dos Consejos Episcopales (el de Asuntos Económicos y el de Asuntos Jurídicos) integrados por un presidente y varios miembros designados por 3 años.

## Autoridades

### Comisión ejecutiva
| Autoridad          | Nombre                        | Cargo                                               | Asamblea Plenaria                                           | Ref                |
| ------------------ | ----------------------------- | --------------------------------------------------- | ----------------------------------------------------------- | ------------------ |
| Trienio 2024-2027  |                               |                                                     |                                                             |                    |
| Presidente         | Marcelo Daniel Colombo        | Arzobispo de Mendoza                                | 125° Asamblea Plenaria de la CEA (noviembre de 2024, Pilar) | [ 6 ] [ 7 ]        |
| Vicepresidente 1°  | Ángel Sixto Rossi             | Arzobispo de Córdoba                                | 125° Asamblea Plenaria de la CEA (noviembre de 2024, Pilar) | [ 6 ] [ 7 ]        |
| Vicepresidente 2°  | César Daniel Fernández        | Obispo de Jujuy                                     | 125° Asamblea Plenaria de la CEA (noviembre de 2024, Pilar) | [ 6 ] [ 7 ]        |
| Secretario general | Raúl Pizarro Travers          | Obispo auxiliar de San Isidro                       | 125° Asamblea Plenaria de la CEA (noviembre de 2024, Pilar) | [ 6 ] [ 7 ]        |
| Trienio 2021-2024  |                               |                                                     |                                                             |                    |
| Presidente         | Oscar Vicente Ojea            | Obispo de San Isidro                                | 119.ª Asamblea Plenaria (noviembre de 2021, Pilar)          | [ 8 ] [ 9 ] [ 10 ] |
| Vicepresidente 1°  | Marcelo Daniel Colombo        | Arzobispo de Mendoza                                | 119.ª Asamblea Plenaria (noviembre de 2021, Pilar)          | [ 8 ] [ 9 ] [ 10 ] |
| Vicepresidente 2°  | Carlos Azpiroz Costa          | Arzobispo de Bahía Blanca                           | 119.ª Asamblea Plenaria (noviembre de 2021, Pilar)          | [ 8 ] [ 9 ] [ 10 ] |
| Secretario general | Alberto Germán Bochatey       | Obispo auxiliar de La Plata                         | 119.ª Asamblea Plenaria (noviembre de 2021, Pilar)          | [ 8 ] [ 9 ] [ 10 ] |
| Trienio 2017-2020  |                               |                                                     |                                                             |                    |
| Presidente         | Oscar Vicente Ojea            | Obispo de San Isidro                                | 114.ª Asamblea Plenaria (noviembre de 2017, Pilar)          | [ 14 ]             |
| Vicepresidente 1°  | Mario Aurelio Poli            | Arzobispo de Buenos Aires y Primado de la Argentina | 114.ª Asamblea Plenaria (noviembre de 2017, Pilar)          | [ 14 ]             |
| Vicepresidente 2°  | Marcelo Daniel Colombo        | Arzobispo de Mendoza                                | 114.ª Asamblea Plenaria (noviembre de 2017, Pilar)          | [ 14 ]             |
| Secretario general | Carlos Humberto Malfa         | Obispo de Chascomús                                 | 114.ª Asamblea Plenaria (noviembre de 2017, Pilar)          | [ 14 ]             |
| Trienio 2014-2017  |                               |                                                     |                                                             |                    |
| Presidente         | José María Arancedo           | Arzobispo de Santa Fe                               | 108.ª Asamblea Plenaria (noviembre de 2014, Pilar)          | [ 15 ]             |
| Vicepresidente 1°  | Mario Aurelio Poli            | Arzobispo de Buenos Aires y Primado de la Argentina | 108.ª Asamblea Plenaria (noviembre de 2014, Pilar)          | [ 15 ]             |
| Vicepresidente 2°  | Mario Antonio Cargnello       | Arzobispo de Salta                                  | 108.ª Asamblea Plenaria (noviembre de 2014, Pilar)          | [ 15 ]             |
| Secretario general | Carlos Humberto Malfa         | Obispo de Chascomús                                 | 108.ª Asamblea Plenaria (noviembre de 2014, Pilar)          | [ 15 ]             |
| Trienio 2011-2014  |                               |                                                     |                                                             |                    |
| Presidente         | José María Arancedo           | Arzobispo de Santa Fe                               | 102.ª Asamblea Plenaria (noviembre de 2011)                 | [ 16 ]             |
| Vicepresidente 1°  | Virginio Domingo Bressanelli  | Obispo de Neuquén                                   | 102.ª Asamblea Plenaria (noviembre de 2011)                 | [ 16 ]             |
| Vicepresidente 2°  | Mario Antonio Cargnello       | Arzobispo de Salta                                  | 102.ª Asamblea Plenaria (noviembre de 2011)                 | [ 16 ]             |
| Secretario general | Enrique Eguía Seguí           | Obispo auxiliar de Buenos Aires                     | 102.ª Asamblea Plenaria (noviembre de 2011)                 | [ 16 ]             |
| Trienio 2008-2011  |                               |                                                     |                                                             |                    |
| Presidente         | Jorge Mario Bergoglio         | Arzobispo de Buenos Aires y Primado de Argentina    | 96.ª Asamblea Plenaria (noviembre de 2008, Pilar)           | [ 17 ]             |
| Vicepresidente 1°  | Luis Héctor Villalba          | Arzobispo de Tucumán                                | 96.ª Asamblea Plenaria (noviembre de 2008, Pilar)           | [ 17 ]             |
| Vicepresidente 2°  | José María Arancedo           | Arzobispo de Santa Fe                               | 96.ª Asamblea Plenaria (noviembre de 2008, Pilar)           | [ 17 ]             |
| Secretario general | Enrique Eguía Seguí           | Obispo auxiliar de Buenos Aires                     | 96.ª Asamblea Plenaria (noviembre de 2008, Pilar)           | [ 17 ]             |
| Trienio 2005-2008  |                               |                                                     |                                                             |                    |
| Presidente         | Jorge Mario Bergoglio         | Arzobispo de Buenos Aires y Primado de Argentina    | 90.ª Asamblea Plenaria (noviembre de 2005, Pilar)           | [ 18 ]             |
| Vicepresidente 1°  | Luis Héctor Villalba          | Arzobispo de Tucumán                                | 90.ª Asamblea Plenaria (noviembre de 2005, Pilar)           | [ 18 ]             |
| Vicepresidente 2°  | Agustín Roberto Radrizzani    | Arzobispo de Mercedes–Luján                         | 90.ª Asamblea Plenaria (noviembre de 2005, Pilar)           | [ 18 ]             |
| Secretario general | Sergio Alfredo Fenoy          | Obispo auxiliar de Rosario                          | 90.ª Asamblea Plenaria (noviembre de 2005, Pilar)           | [ 18 ]             |
| Trienio 2002-2005  |                               |                                                     |                                                             |                    |
| Presidente         | Eduardo Vicente Mirás         | Arzobispo de Rosario                                | 84.ª Asamblea Plenaria (noviembre de 2002, San Miguel)      | [ 19 ]             |
| Vicepresidente 1°  | Jorge Mario Bergoglio         | Arzobispo de Buenos Aires                           | 84.ª Asamblea Plenaria (noviembre de 2002, San Miguel)      | [ 19 ]             |
| Vicepresidente 2°  | Domingo Enrique Castagna      | Arzobispo de Corrientes                             | 84.ª Asamblea Plenaria (noviembre de 2002, San Miguel)      | [ 19 ]             |
| Secretario general | Guillermo Rodríguez Melgarejo | obispo auxiliar de Buenos Aires                     | 84.ª Asamblea Plenaria (noviembre de 2002, San Miguel)      | [ 19 ]             |

## Programa FE
El Programa FE es el Programa de Financiamiento Eclesial de la Iglesia Argentina. Nace de la reforma económica de la Conferencia Episcopal Argentina, y tiene como finalidad generar recursos propios para sostener la misión de la Iglesia en todo el país. Fue presentado el 30 de junio de 2020 en la sede de la institución en un evento en streaming. "En la Iglesia tenemos la misión de estar al servicio del Pueblo de Dios, llegar con nuestra presencia adonde muchos no pueden. Brindar un plato de comida, estar junto a los enfermos, promover la dignidad de todas las personas. Y asumimos, desde la acción pastoral, educar a los niños, jóvenes y asistir a los adultos mayores, siempre atentos a toda expresión de vulnerabilidad. Nuestra misión es universal, es hacer del mundo un lugar más justo y fraterno para vivir, siempre sembrando esperanza con la acción pastoral. Estamos felices de que nos ayudes a poder seguir estando junto a quien nos necesita, especialmente de los más vulnerables de nuestra Patria" fueron las palabras de Monseñor Guillermo Caride el día de la presentación del mencionado programa.  